# Prusaków Groń
Prusaków Groń (790 m) – szczyt Pasma Laskowskiego, które w regionalizacji fizycznogeograficznej Polski według Jerzego Kondrackiego zaliczane jest do Beskidu Makowskiego, w nowszej regionalizacji z 2018 roku do Beskidu Żywiecko-Orawskiego, a w najszerszym rozumieniu do Beskidu Żywieckiego.
Prusaków Groń znajduje się w Paśmie Laskowskim między szczytami Butorówka i Kubiesów Groń. Mapa Compassu podaje tylko niektóre szczyty tego pasma, a Prusaków Groń ma na niej nazwę Zapadliska i znajduje się po północno-wschodniej stronie Łoska. W kierunku północnym Prusaków Groń tworzy grzbiet oddzielający potoki Wilczaniec i Doboszówka, stok południowy opada do Koszarawy. Góra jest w większości porośnięta lasem, ale są w nim polany i duże obszary dawnych pól uprawnych, obecnie zarastające lasem. Przez szczyt prowadzi szlak turystyczny.

## Szlak turystyczny
Przyborów – Łazek (Łosek) – Studenckie Schronisko Turystyczne „Lasek” – Prusaków Groń – Koszarawa. Czas przejścia: 1:40 h, ↓ 1:50 h.

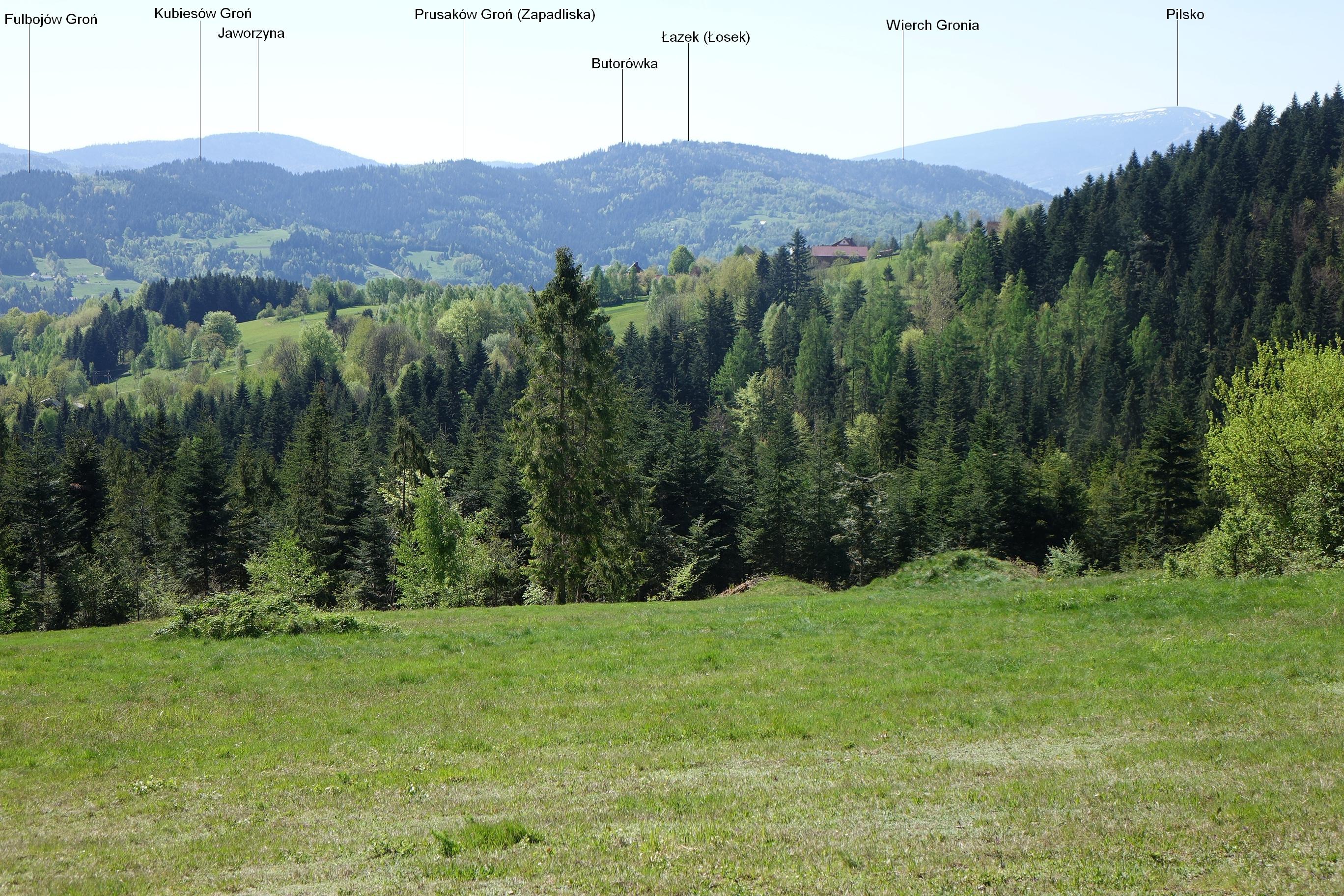
Widok z Pasma Pewelskiego